# Castello di Aiola
Il castello di Aiola è un castello che si trova poco distante dal borgo di Aiola, frazione del comune di Fivizzano. Sorge su uno sperone roccioso che dal monte San Giorgio va a chiudere la valle del Lucido in direzione di Vinca.

## Storia
Ci sono poche notizie documentarie, tanto che neppure se ne conosce il nome preciso; per tradizione si fa riferimento a esso come "Castellaccio", termine andato a designare tutta l'area intorno a questa fortificazione. Il castello, dotato di una cinta muraria così ampia da poter contenere un intero borgo, si trova in una posizione strategica tale da controllare i collegamenti sia di fondovalle che di crinale nella valle del torrente Lucido, collegamenti tra questa parte della Lunigiana e l'area di Massa.
La sua struttura architettonica lo fa datare intorno alla seconda metà del XV secolo: potrebbe quindi essere collegato alla lenta ma inesorabile penetrazione dei Fiorentini in Lunigiana, che si abbinò alla costruzione di varie opere fortificate per presidiare i territori di nuova conquista.
Era dotato di una cortina muraria merlata e di almeno una torre cilindrica di avvistamento, già in stato di rudere nel XVIII secolo. All'interno della cinta muraria ci sono vari resti di edifici, il maggiore dei quali è a due piani e presenta murature perimetrali merlat. La presenza di troniere, feritoie per archibugio, tende ad assegnare al secolo XV la realizzazione della fortificazione.
Nella parte verso il fondovalle del circuito murario sono state trovate murature realizzate con tecniche e materiali diversi dalla parte restante dell'opera: questo ha fatto supporre la preesistenza di fortificazioni o di edifici, successivamente inglobati nelle mura tardomedievali.